# マリア・デ・モンペリエ
マリア・デ・モンペリエ（María de Montpellier, 1182年 - 1213年4月21日）は、アラゴン王ペドロ2世の王妃。ハイメ1世の母。

## 生涯
マリアはモンペリエ領主ギレム8世とその妻エウドキア・コムネナとの間の唯一の子として生まれた。母エウドキアは東ローマ帝国の皇族イサキオス・コムネノスの娘でハンガリー王妃マリア・コムネナの異母妹にあたる。両親が1181年に結婚した際に、その長子が（女子であっても）モンペリエを継承することが決められていた。
1187年、両親が離婚、父ギレム8世は男子をもうけるためイネス・デ・カスティーリャと再婚した。当初教会はエウドキアとの離婚を無効としたが、1202年に再婚が認知された。1181年の取り決めにもかかわらず、モンペリエはマリアにではなく、イネスとの間にできた息子に継承されたが、のちにマリアにモンペリエの相続権が認められた。
1194年、12歳でマルセイユ副伯バラル・デ・ボーと結婚する。バラルは間もなく死去し、マリアはコマンジュ伯ベルナール4世と再婚したものの、のちにベルナール4世はマリアと離婚した。1204年6月15日、マリアはモンペリエの領地獲得をもくろんだアラゴン王ペドロ2世と結婚した。結婚後、モンペリエを獲得したペドロ2世はマリアを遠ざけるようになったが、マリアは一計を案じ、一子ハイメ（後のアラゴン王ハイメ1世）をもうけることができた。ある筋の情報によるとマリアは真夜中にペドロの現在の愛人の振りをして彼を閨に誘い込み、しばらくして意気揚々と妊娠していることを明かしたという。
1213年、マリアはローマで死去した。